# Gimbrède
Gimbrède är en kommun i departementet Gers i regionen Occitanien i sydvästra Frankrike. Kommunen ligger i kantonen Miradoux som tillhör arrondissementet Condom. År 2022 hade Gimbrède 285 invånare.

## Befolkningsutveckling
Antalet invånare i kommunen Gimbrède
Referens:INSEE